# David Slade
David Slade (26 de setembro de 1969) é um cineasta britânico que iniciou sua carreira fazendo vídeos musicais. Sua obra inclui vídeos de artistas como Aphex Twin, Rob Dougan, System of a Down, Stone Temple Pilots, Tori Amos, e Muse.
Seu primeiro longa-metragem, Hard Candy, foi produzido de forma independente mas lançado em 2005 pela Lions Gate Entertainment, que comprou o filme no Sundance Film Festival. Slade foi contratado pela Summit Entertainment para dirigir Eclipse, o terceiro filme da série Crepúsculo. Dirigiu o quinto episódio da quarta temporada do seriado Black Mirror, chamado "Metalhead". Atualmente é um dos produtores executivos e diretor da série Deuses Americanos, baseada no livro de mesmo nome de Neil Gaiman.

## Filmografia
Clipes Musicais
- Speedy J "Symmetry"
- Aphex Twin "Donkey Rhubarb"
- Rob Dougan "Clubbed to Death"
- Stone Temple Pilots "Sour Girl"
- Tori Amos "Strange Little Girl"
- Muse "Hyper Music, Feeling Good"
- Muse "Bliss"
- Muse "New Born"
- System of a Down "Aerials"
- AFI[desambiguação necessária] "Girl's Not Grey "

Curtas-Metragens
- I Smell Quality (1994)
- Do Geese See God? (2004)
- MEATDOG: What's Fer Dinner (2008)

Longas-metragens
- Hard Candy(Doce Duro)(2006)
- 30 Days of Night (filme) (2007)
- Eclipse (2010)

## Prêmios
| Ano  | Prêmio                                          | Categoria             | Resultado | Filme      |
| 2005 | Sitges - Catalonian International Film Festival | Melhor Longa-Metragem | Vencedor  | Hard Candy |
| 2005 | Sitges - Catalonian International Film Festival | Melhor Filme          | Vencedor  | Hard Candy |